# Mariaville Lake
Mariaville Lake – jednostka osadnicza w Stanach Zjednoczonych, w stanie Nowy Jork, w hrabstwie Schenectady.